# ماریا تورس
ماریا تورس (اسپانیایی: María Torres‎; ۲۲ ژوئیهٔ ۱۹۹۷) کاراته‌کا زن اهل اسپانیا بود.